# Ligularia achyrotricha
Ligularia achyrotricha là một loài thực vật có hoa trong họ Cúc. Loài này được (Diels) Ling mô tả khoa học đầu tiên năm 1937.